# São Sebastião da Pedreira
São Sebastião da Pedreira era una freguesia portuguesa del municipio de Lisboa, distrito de Lisboa.

## Historia
Fue suprimida el 8 de noviembre de 2012, en aplicación de una resolución de la Asamblea de la República portuguesa al unirse con la freguesia de Nosa Senhora de Fátima, formando la nueva freguesia de Avenidas Novas.

## Patrimonio
- Conjunto de edificios en la plaza de São Sebastião da Pedreira
- Palacio Mendonça
- Casa de Artur Prat
- Casa-Museo Dr. Anastácio Gonçalves
- Iglesia de São Sebastião da Pedreira
- Hotel Ritz
- Barrio Azul